# Xera apolinari
Xera apolinari är en insektsart som beskrevs av Günther 1932. Xera apolinari ingår i släktet Xera och familjen Pseudophasmatidae. Inga underarter finns listade i Catalogue of Life.